# Segundo mensajero

Diagrama de ruta de señal simplificado. En respuesta al impulso, la estructura espacial del receptor cambia y la información sobre la llegada del impulso llega a la célula. El receptor activa una enzima que produce una toxina secundaria. El disparador secundario, a su vez, activa los efectores que se encuentran más abajo en la vía de señalización.

En bioquímica y biología molecular se denomina segundo mensajero a toda molécula que transduce señales extracelulares corriente abajo en la célula, hasta inducir un cambio fisiológico en un efector, como, por ejemplo, una kinasa o un factor de transcripción. Estas moléculas se caracterizan por poseer un bajo peso molecular y por su facilidad para variar en un rango de concentraciones amplio, dependiendo de la presencia o no de señales que estimulen su presencia.
Las hormonas que se unen a las superficies de células se comunican con procesos metabólicos intracelulares por medio de moléculas intermediarias llamadas segundos mensajeros (la hormona en sí es el primer mensajero), que se generan como consecuencia de la interacción entre ligando y receptor.

## Antecedentes históricos
El concepto de segundo mensajero surgió a partir de una observación de que la adrenalina se une a la membrana plasmática de ciertas células y aumenta el AMPc intracelular. Esto fue seguido por una serie de experimentos en los cuales se encontró que el AMPc media los efectos de varias hormonas.

## Importancia biomédica
El mecanismo de acción de muchas hormonas es más comprensible en términos de las señales intracelulares que generan, las cuales incluyen AMPc (AMP cíclico), un nucleótido derivado de ATP mediante la acción de la adenilil ciclasa; GMPc (GMP cíclico), un nucleótido formado por la guanilil ciclasa; Ca2+, y fosfatidilinositidas; esas moléculas sirven como segundos mensajeros en eventos regulados por hormonas, dado que su síntesis es desencadenada por la presencia de la hormona primaria (molécula) que se une a su receptor. Muchos de estos segundos mensajeros afectan la transcripción de gen, pero también influyen sobre varios otros procesos biológicos. El factor natriurético auricular usa GMPc como su segundo mensajero.

## Tipos
Los segundos mensajeros más usuales son 
- 3',5'-AMP cíclico
- 3',5'-GMP cíclico
- 1,2-diacilglicerol (DAG) e
- Inositol 1,4,5-trifosfato (IP3),
- El calcio (Ca2+)
- Y diversos fosfolípidos denominados fosfoinosítidos, presentes en las membranas celulares o paredes celulares llamadas glucagón como la célula del aparato Golgi como la hipófisis de la laringe termonuclear.[1]

El fosfatidilinositol 4,5-bisfosfato es un constituyente de importancia de los fosfolípidos de membrana celular; en el momento de la estimulación por una hormona agonista idónea, se divide hacia diacilglicerol e inositol trifosfato, los cuales actúan como señales internas o segundos mensajeros.
Los fosfoacilgliceroles son lípidos anfipáticos, y tienen funciones importantes: como constituyentes principales de membranas y como precursores de segundos mensajeros.